# Cofimpacia
Cofimpacia är ett släkte av fjärilar. Cofimpacia ingår i familjen nattflyn.
Kladogram enligt Catalogue of Life:
| Cofimpacia | \| \| Cofimpacia chusaroides \| \| \| \| \| \| Cofimpacia luteata \| \| \| \| \| \| Cofimpacia violacea \| \| \| \| |
|            | \| \| Cofimpacia chusaroides \| \| \| \| \| \| Cofimpacia luteata \| \| \| \| \| \| Cofimpacia violacea \| \| \| \| |
|            | Cofimpacia chusaroides                                                                                              |
|            | |
|            | Cofimpacia luteata                                                                                                  |
|            | |
|            | Cofimpacia violacea                                                                                                 |
|            | |